# Guldgubberne fra Sorte Muld
Guldgubberne fra Sorte Muld er en samling guldgubber, der er fundet i det arkæologiske område Sorte Muld omkring 2 km SV for Svaneke på Bornholm. Guldgubberne er dateret til 400-700 e.Kr., hvor jernalderbopladsen ved Sorte Muld havde sin storhedstid med handel og kunsthåndværk.
I 1985 fandt amatørarkæologer nogle få guldgubber på pladsen. Det førte til en egentligt arkæologisk udgravning i 1985-87, hvor man fandt omkring 2.500 guldgubber. Størstedelen lå inden for omkring 100 m2, men en del var også spredt i pløjelaget. De er præget med forskellige mønstre og figurer.
Guldgubber findes hovedsageligt i det sydlige Skandinavien, og langt størstedelen er fundet på Bornholm, hvor guldgubberne udgør langt størstedelen af de omkring 2.600 fundne. Der er lignende vigtige jernalderbopladser som Åhus og Helgö i Sverige, Dankirke ved Ribe, Gudme (på Fyn) i Danmark, Borg og Klepp i Norge samt Öland og Gotland.
Omkring 1.600 af guldgubberne er udstillet på Bornholms Museum i Rønne.